# 勒米 (摩泽尔省)
勒米（法語：Lemud，法語發音：[ləmy]）是法国摩泽尔省的一个市镇，属于梅斯区。

## 地理
勒米（49°2'18"N, 6°21'58"E）面积4.24 平方千米，位于法国大東部大區摩泽尔省，该省份为法国东北部内陆省份，是洛林的一部分，西南接默尔特-摩泽尔省，东临下莱茵省，北与卢森堡和德国接壤。
与勒米接壤的市镇（或旧市镇、城区）包括：巴宗库尔、昂塞维尔、奥布、雷米伊、尼德河畔桑里。

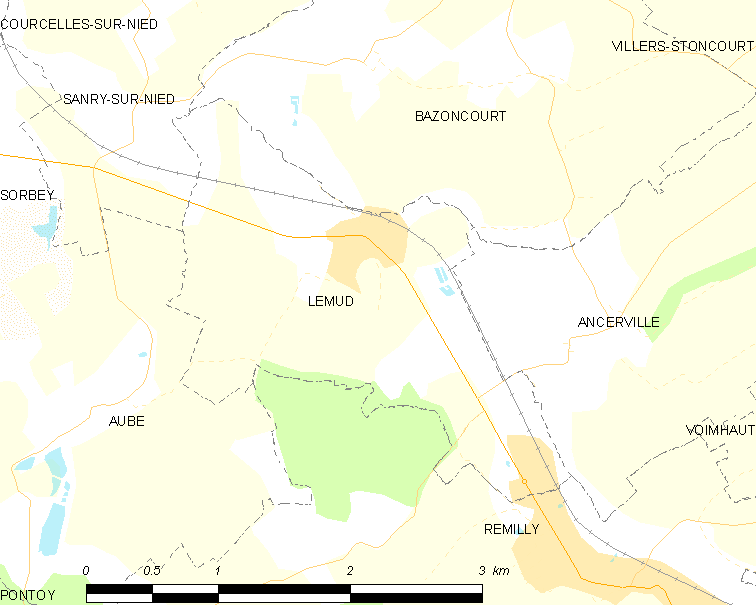
的OSM定位图

勒米的时区为UTC+01:00、UTC+02:00（夏令时）。

## 行政
勒米的邮政编码为57580，INSEE市镇编码为57392。

## 政治
勒米所属的省级选区为福尔克蒙县。

## 人口

1962-2008年间人口变化图示

勒米于2022年1月1日时的人口数量为524人。